# Margerie-Hancourt
Margerie-Hancourt est une commune française, située dans le département de la Marne en région Grand Est.

## Géographie
| Somsois                 | Lignon            | Brandonvillers Drosnay |
| Saint-Utin              | Margerie-Hancourt | Outines                |
| Pars-lès-Chavanges Aube | Chavanges Aube    | Arrembécourt Aube      |

### Hydrographie
La commune est dans la région hydrographique « la Seine de sa source au confluent de l'Oise (exclu) » au sein du bassin Seine-Normandie. Elle est drainée par le Meldancon, le ruisseau de l'Étang Derzine, le cours d'eau 01 de la Sibérie, le cours d'eau 02 de l'Étang des Petites Couées, le Fossé 01 de Goujelot, le Fossé 01 de Sainte Marguerite, le Fossé 02 de l'Étang des Grandes Couées, le Fossé 03 du Grand Étang, le ruisseau Fosse des Marais, le Sois et divers autres petits cours d'eau,.
Le Meldançon, d'une longueur de 26 km, prend sa source dans la commune de Lignon et se jette  dans l'Aube à Morembert, après avoir traversé onze communes. 
Le ruisseau de l'Étang Derzine, d'une longueur de 11 km, prend sa source dans la commune  et se jette  dans l'Isson à Saint-Remy-en-Bouzemont-Saint-Genest-et-Isson, après avoir traversé quatre communes. 

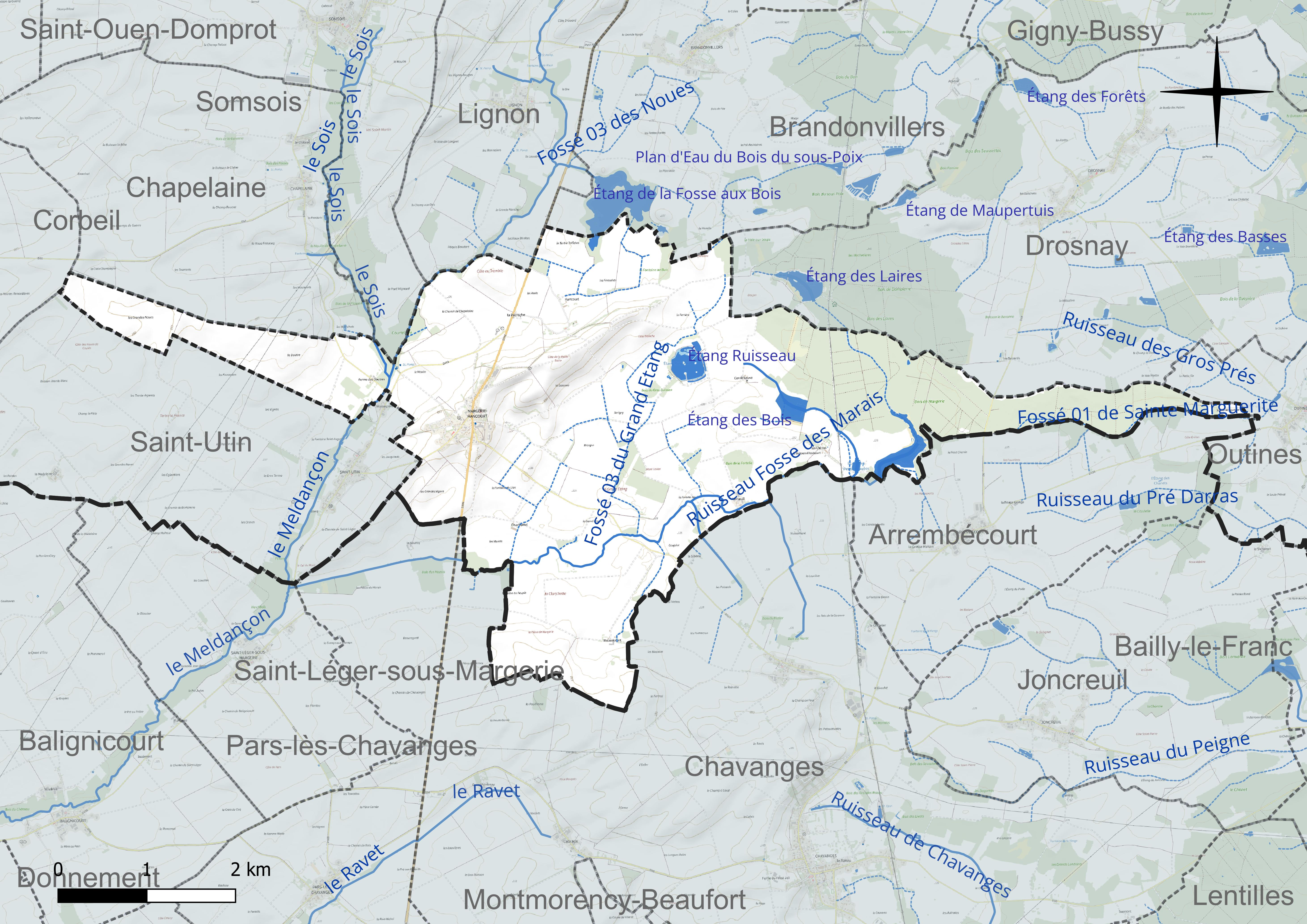
Réseau hydrographique de Margerie-Hancourt.

Cinq plans d'eau complètent le réseau hydrographique : l'étang de la fosse aux Bois, d'une superficie totale de 32,4 ha (1,5 ha sur la commune), l'étang des Bois (8,2 ha), l'étang des Grandes Couées (12 ha), l'étang des Petites Couées (1 ha) et l'étang Ruisseau (9,3 ha),.

### Climat
Pour des articles plus généraux, voir Climat du Grand Est et Climat de la Marne.
En 2010, le climat de la commune est de type climat océanique dégradé des plaines du Centre et du Nord, selon une étude du Centre national de la recherche scientifique s'appuyant sur une série de données couvrant la période 1971-2000. En 2020, Météo-France publie une typologie des climats de la France métropolitaine dans laquelle la commune est exposée à un climat océanique altéré et est dans une zone de transition entre les régions climatiques « Nord-est du bassin Parisien » et « Lorraine, plateau de Langres, Morvan ». 
Pour la période 1971-2000, la température annuelle moyenne est de 10,6 °C, avec une amplitude thermique annuelle de 15,8 °C. Le cumul annuel moyen de précipitations est de 759 mm, avec 12,1 jours de précipitations en janvier et 8,4 jours en juillet. Pour la période 1991-2020, la température moyenne annuelle observée sur la station météorologique de Météo-France la plus proche, « Frignicourt », sur la commune de Frignicourt à 17 km à vol d'oiseau, est de 11,5 °C et le cumul annuel moyen de précipitations est de 694,6 mm. 
La température maximale relevée sur cette station est de 41,7 °C, atteinte le 25 juillet 2019 ; la température minimale est de −22 °C, atteinte le 9 janvier 1985,,. 
Les paramètres climatiques de la commune ont été estimés pour le milieu du siècle (2041-2070) selon différents scénarios d'émission de gaz à effet de serre à partir des nouvelles projections climatiques de référence DRIAS-2020. Ils sont consultables sur un site dédié publié par Météo-France en novembre 2022.

## Urbanisme

### Typologie
Au 1er janvier 2024, Margerie-Hancourt est catégorisée commune rurale à habitat dispersé, selon la nouvelle grille communale de densité à sept niveaux définie par l'Insee en 2022.
Elle est située hors unité urbaine et hors attraction des villes,.

### Occupation des sols
L'occupation des sols de la commune, telle qu'elle ressort de la base de données européenne d’occupation biophysique des sols Corine Land Cover (CLC), est marquée par l'importance des territoires agricoles (83 % en 2018), une proportion sensiblement équivalente à celle de 1990 (83,2 %). La répartition détaillée en 2018 est la suivante : 
terres arables (74,3 %), forêts (15,4 %), zones agricoles hétérogènes (8,6 %), zones urbanisées (1,6 %). L'évolution de l’occupation des sols de la commune et de ses infrastructures peut être observée sur les différentes représentations cartographiques du territoire : la carte de Cassini (XVIIIe siècle), la carte d'état-major (1820-1866) et les cartes ou photos aériennes de l'IGN pour la période actuelle (1950 à aujourd'hui).

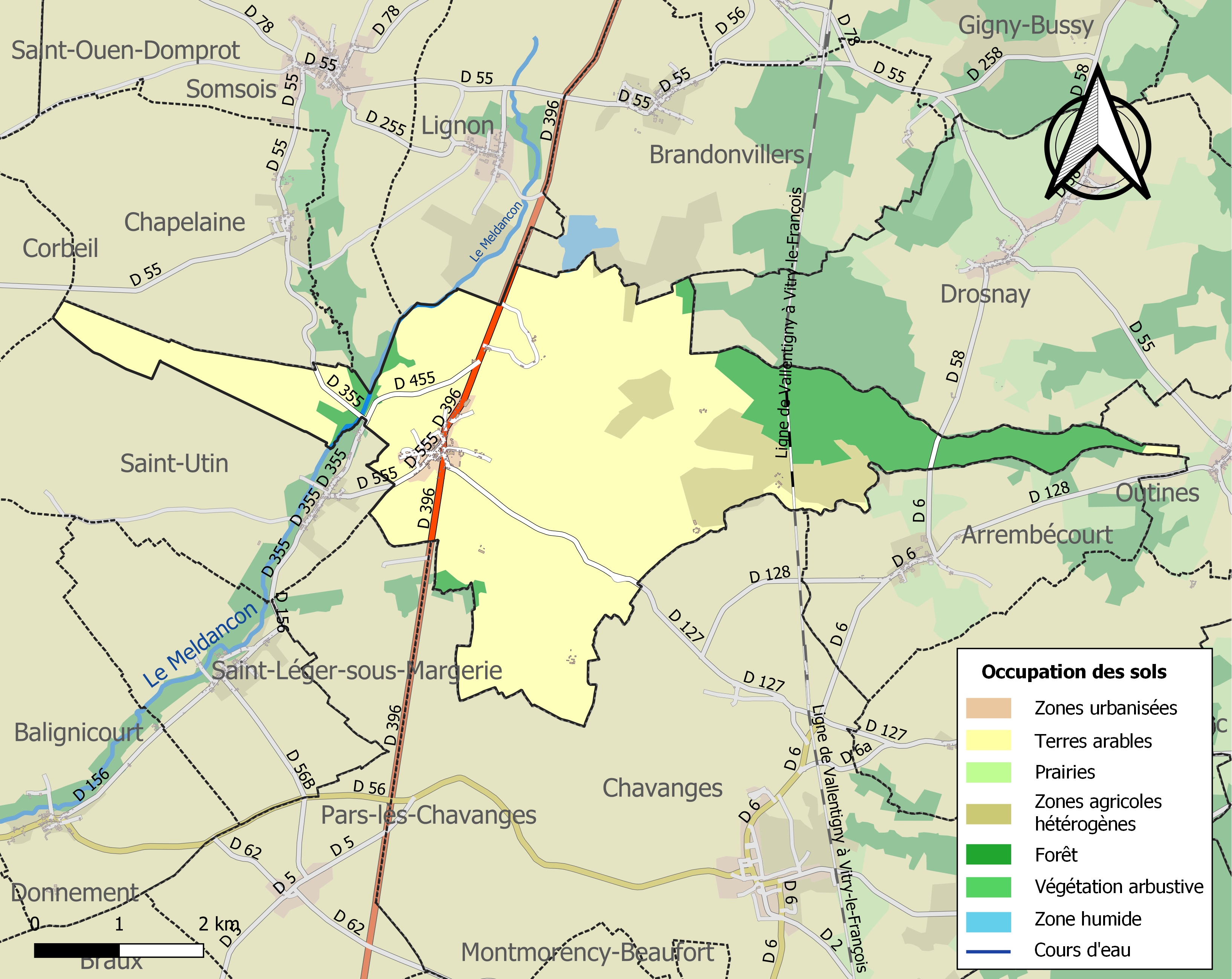
Carte des infrastructures et de l'occupation des sols de la commune en 2018 (CLC).

## Toponymie
Margerie est attesté sous les formes Sancta Margareta (1119) ; Sancta Margarita (1222) ; Mergerie (1222) ; Sainte-Margerie (vers 1222) ; Sainte-Margerie-en-Champaigne (1327) ; Margerye (1566).

Margerie est un hagiotoponyme caché faisant référence une sainte Marguerite, nom d'un lieu-dit de la commune de Margerie.

Hancourt est attesté sous les formes Hancuria (1222) ; Hancourt (1255) ; Hancour (1745).

## Histoire
Un prieuré est fondé en 1080 après que Guarin, comte de Rosnay, fasse don à l'abbaye de Cluny des droits qu'il possède sur l'église Sainte-Marguerite avant d'embrasser lui-même l'état monastique
En 1851, la commune de Margerie annexe la commune d’Hancourt ; la nouvelle commune devient Margerie-Hancourt.

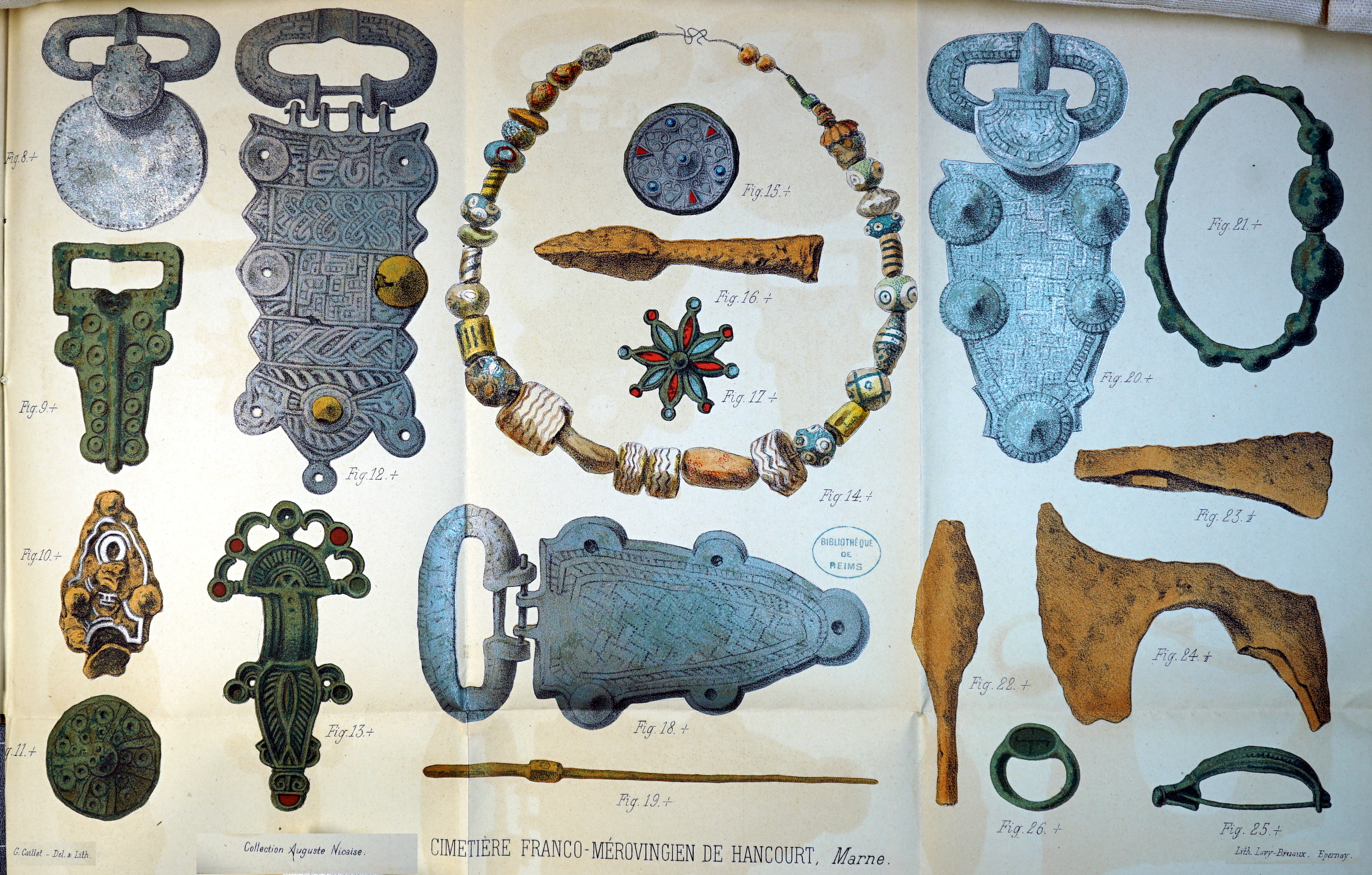
Dessins de la
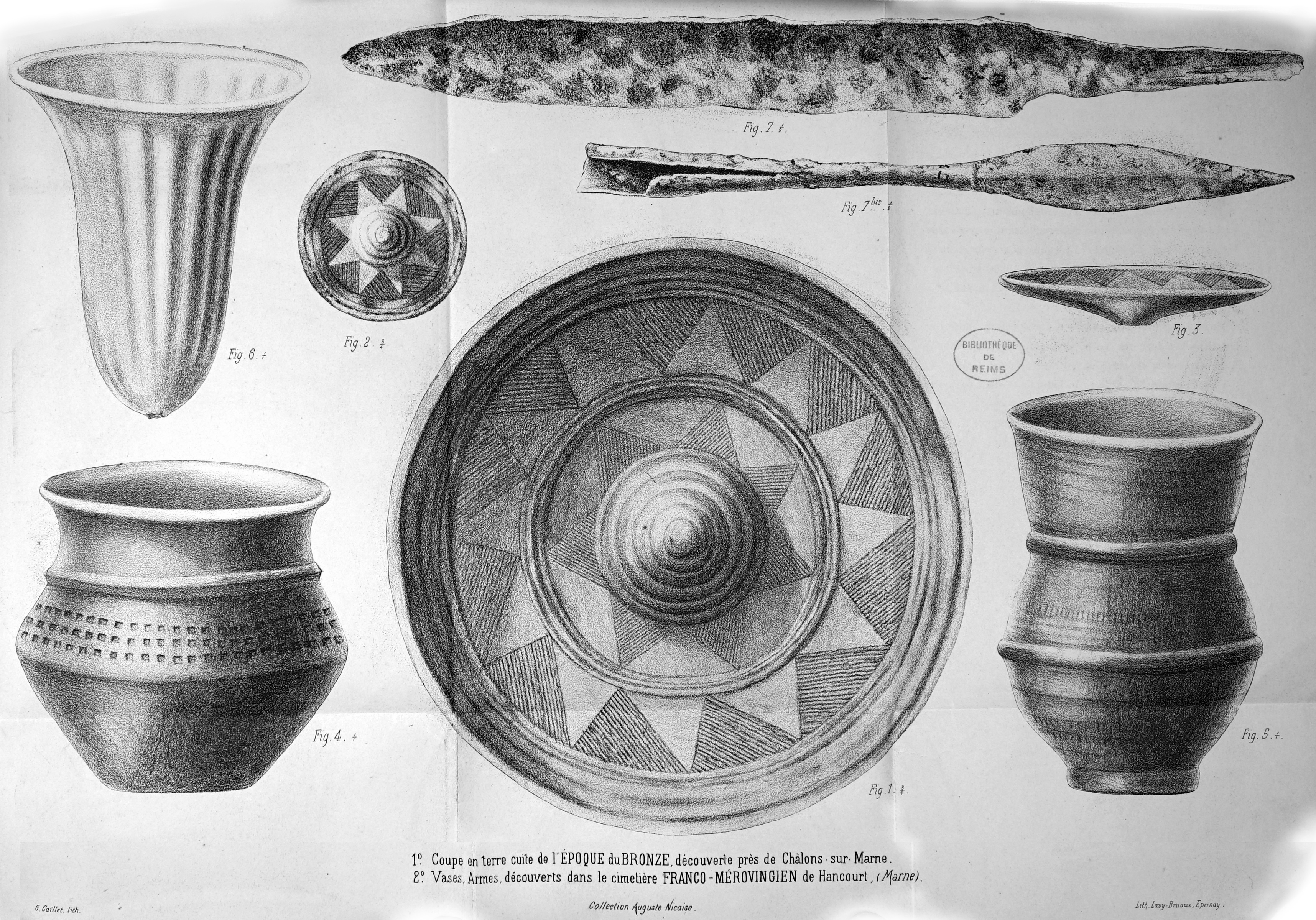
collection Nicaise.

## Politique et administration
| Période                                  | Période                      | Identité          | Étiquette | Qualité |
| ---------------------------------------- | ---------------------------- | ----------------- | --------- | ------- |
| Les données manquantes sont à compléter. |                              |                   |           |         |
| 1875                                     |                              | Curé              |           |         |
| 1876                                     |                              | Martin            |           |         |
| mars 2001                                | 2014                         | Jean Bauwens      |           |         |
| 2014                                     | En cours (au 4 juillet 2014) | Michelle Geoffroy |           |         |

## Équipements et services publics

### Postes et télécommunications
Une boîte aux lettres de La Poste se trouve sur le territoire de la commune, rue Henri Martinet. Le bureau de poste le plus proche est situé à Chavanges dans l'Aube, à environ 6 km de Margerie-Hancourt. La commune partage toutefois son code postal avec le bureau de poste de Saint-Remy-en-Bouzemont (51290).

### Justice, sécurité et secours
Du point de vue judiciaire, Margerie-Hancourt relève du conseil de prud'hommes, du tribunal de commerce, du tribunal judiciaire, du tribunal paritaire des baux ruraux et du tribunal pour enfants de Châlons-en-Champagne, dans le ressort de la cour d'appel de Reims. Pour le contentieux administratif, la commune dépend du tribunal administratif de Châlons-en-Champagne et de la cour administrative d'appel de Nancy.
Margerie-Hancourt est située en secteur Gendarmerie nationale et dépend de la brigade de Saint-Remy-en-Bouzemont-Saint-Genest-et-Isson.
En matière d'incendie et de secours, la caserne la plus proche est celle de Saint-Remy-en-Bouzemont, rattachée au Service départemental d'incendie et de secours (SDIS) de la Marne.

## Démographie
L'évolution du nombre d'habitants est connue à travers les recensements de la population effectués dans la commune depuis 1793. Pour les communes de moins de 10 000 habitants, une enquête de recensement portant sur toute la population est réalisée tous les cinq ans, les populations de référence des années intermédiaires étant quant à elles estimées par interpolation ou extrapolation. Pour la commune, le premier recensement exhaustif entrant dans le cadre du nouveau dispositif a été réalisé en 2007.

En 2022, la commune comptait 181 habitants, en évolution de −4,74 % par rapport à 2016 (Marne : −1,19 %, France hors Mayotte : +2,11 %).
| 1793 | 1800 | 1806 | 1821 | 1831 | 1836 | 1841 | 1846 | 1851 |
| ---- | ---- | ---- | ---- | ---- | ---- | ---- | ---- | ---- |
| 327  | 320  | 340  | 290  | 345  | 370  | 370  | 362  | 383  |

| 1856 | 1861 | 1866 | 1872 | 1876 | 1881 | 1886 | 1891 | 1896 |
| ---- | ---- | ---- | ---- | ---- | ---- | ---- | ---- | ---- |
| 421  | 440  | 463  | 438  | 441  | 423  | 405  | 381  | 380  |

| 1901 | 1906 | 1911 | 1921 | 1926 | 1931 | 1936 | 1946 | 1954 |
| ---- | ---- | ---- | ---- | ---- | ---- | ---- | ---- | ---- |
| 372  | 361  | 390  | 310  | 294  | 298  | 297  | 304  | 303  |

| 1962 | 1968 | 1975 | 1982 | 1990 | 1999 | 2006 | 2007 | 2012 |
| ---- | ---- | ---- | ---- | ---- | ---- | ---- | ---- | ---- |
| 308  | 301  | 249  | 229  | 231  | 207  | 206  | 206  | 206  |

| 2017 | 2022 | - | - | - | - | - | - | - |
| ---- | ---- | - | - | - | - | - | - | - |
| 181  | 181  | - | - | - | - | - | - | - |

## Culture locale et patrimoine

### Lieux et monuments
- Remarquable église Sainte-Marguerite de Margerie du XIIIe siècle vers 1220.
- Église de Hancourt en pans de bois.

### Personnalités liées à la commune
- Général Charles Philippe Édouard de Liniers (1805-1882), né à Margerie.

### Héraldique
| Blason de Margerie-Hancourt | Blason  | Parti : au 1er d'azur à la bande d'argent, chargée d'un trèfle de sinople et côtoyée de deux doubles cotices potencées contre-potencées d'or, au 2d coupé au I de gueules à une gerbe de blé d'or, au II d'or à un dragon de sinople lampassé et onglé de gueules.                    |
| Blason de Margerie-Hancourt | Détails | Le premier est aux armes de la Champagne, auxquelles fut ajouté un trèfle, repris des armes de la famille de Jacquin de Margerie, anciens seigneurs. Le blé évoque l'agriculture, et le dragon est l'attribut de sainte Marguerite, patronne de la paroisse. Adopté en novembre 2021. |

## Sources